# Эрикссон, Магнус
Магнус Ленарт Эрикссон (швед. Magnus Lennart Eriksson; 8 апреля 1990, Сольна, Швеция) — шведский футболист, нападающий клуба «Юргорден» и сборной Швеции.

## Клубная карьера

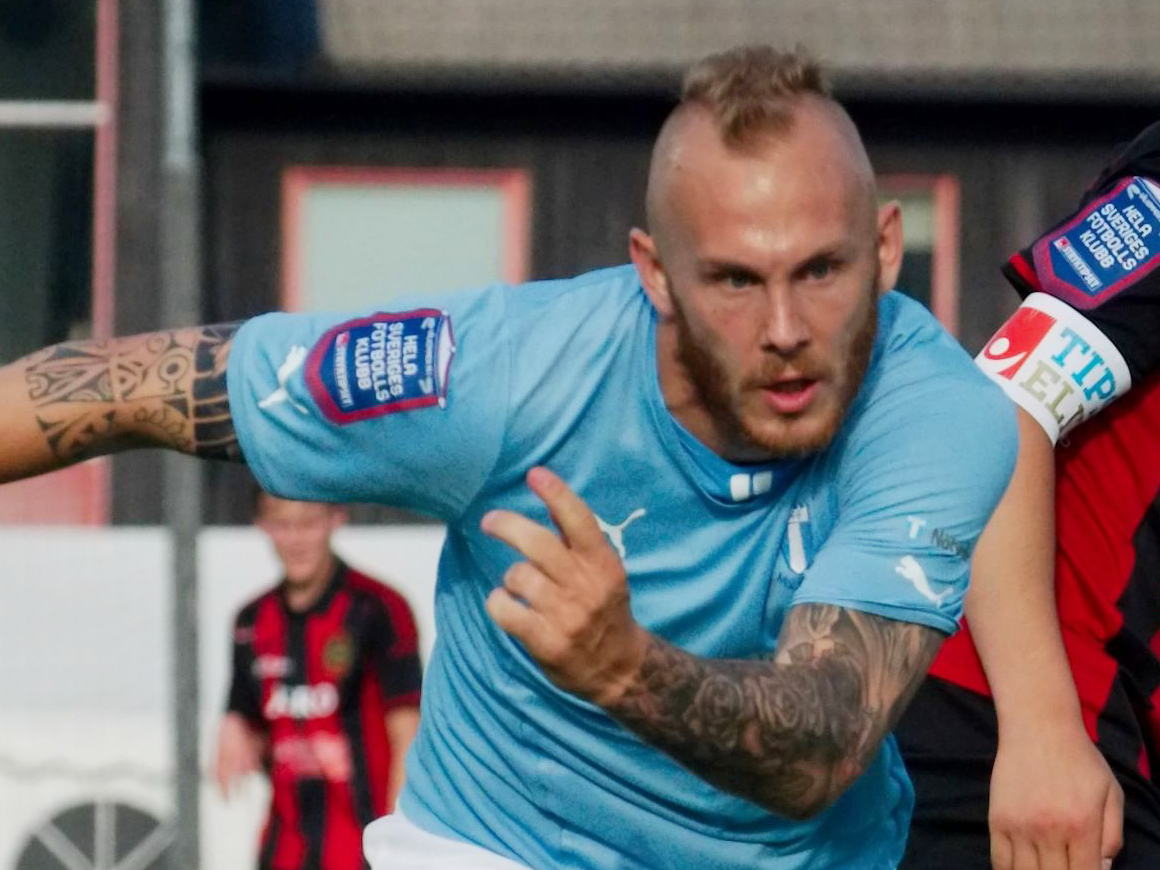
Эрикссон в составе «Мальмё»

Эрикссон — воспитанник клуба «АИК» из своего родного города. Из-за высокой конкуренции в команде он не мог пробиться в основу и дважды съездил в аренду в клубы низших дивизионов «Акрополис ИФ» и «Весбю Юнайтед». С последним в 2009 году он подписал контракт и помог выйти в Суперэттан. В 2010 году Магнус перешёл в клуб второго дивизиона «Отвидаберг». В своём первом сезоне он забил 15 мячей и помог клубу выйти в элиту. 2 апреля в матче против «Эребру» Эрикссон дебютировал в Алсвенскане. Через неделю в поединке против «Ефле» он сделал «дубль» забив первые голы в высшем шведском дивизионе. После того, как Эрикссон вновь стал лучшим бомбардиром команды им заинтересовались многие европейские клубы.
Летом 2012 года он перешёл в бельгийский «Гент». 15 сентября в матче против «Мехелена» Магнус дебютировал в Жюпилер-лиге. Из-за постоянных смен тренеров, Эрикссон принял участие всего в четырёх поединках и по окончании сезона вернулся на родину, подписав контракт с «Мальмё». 2 апреля 2013 года в матче против «Хальмстада» он дебютировал за новый клуб. 5 апреля в поединке против своей бывшей команды «Отвидаберг» Магнус забил первый гол за «Мальмё». В том же году он стал чемпионом и обладателем Суперкубка Швеции.
В матчах квалификационного раунда Лиги чемпионов Эрикссон забил мяч в ворота австрийского «Ред Булла» и помог команде выйти в групповой этап турнира.
10 июля 2015 года было объявлено о том, что Магнус заключил четырёхлетний контракт с «Брондбю». 19 июля в матче против «Орхуса» он дебютировал в датской Суперлиге. 18 октября в поединке против «Виборга» Эрикссон забил свой первый гол за «Брондбю». Магнус отличился лишь раз в течение сезона, поэтому по итогам первенства руководство клуба решило продать футболиста.
Летом 2016 года Эрикссон вернулся на родину, подписав контракт с клубом «Юргорден». 18 июля в матче против Йёнчёпингс Сёдра он дебютировал за новую команду. 14 августа в поединке против «Эльфсборга» Магнус забил свой первый гол за «Юргорден».
20 декабря 2017 года Магнус перешёл в американский «Сан-Хосе Эртквейкс», подписав контракт по правилу назначенного игрока. В MLS он дебютировал 3 марта 2018 года в матче стартового тура сезона против «Миннесоты Юнайтед». 7 апреля 2018 года в матче против «Филадельфии Юнион» он забил свой первый гол в MLS.
21 августа 2020 года Эрикссон вернулся в «Юргорден».

## Международная карьера
17 января 2014 года в товарищеском матче против сборной Молдовы Эрикссон дебютировал за сборную Швеции.

## Достижения
Командные
 «Мальмё»
- Чемпион Швеции — 2013, 2014
- Обладатель Суперкубка Швеции — 2013

Индивидуальные
- Лучший бомбардир Аллсвенскана — 2017 (14 голов)